# Dolmen de Santa Inés
El Dolmen de Santa Inés, datado hacia el 4.000 a. C., es un monumento megalítico ubicado en el tramo medio del valle del Eresma, en  el municipio de Bernardos (Segovia, España). Las intervenciones arqueológicas se inician  en 2018 en el marco de un proyecto de investigación desarrollado por el equipo del Proyecto Eresma Arqueológico y gracias al impulso económico del Ayuntamiento de Bernardos. En el centro de este estudio se posiciona este dolmen, si bien, en 2020 se ha se confirmado la existencia de un foco dolménico en el municipio, al localizarse nuevos túmulos dentro del término municipal de Bernardos.

## ¿Qué es un dolmen?
Un dolmen es una tumba de carácter megalítico (del griego mega (μεγας), 'grande' y lithos (λίθος), 'piedra') erigida por las primeras comunidades agrícolas y ganaderas que se asentaron en este territorio. Se compone de tres partes fundamentales: 
1) La cámara funeraria: es el espacio destinado a albergar los cuerpos de los difuntos.
2) El corredor de acceso: un largo pasillo por el que se accede a la cripta. 
3) el túmulo funerario: construido, en el caso de Santa Inés, mediante el acopio y disposición ordenada de grandes bloques de pizarra y cuarzo trabados con tierra.

## "La revolución neolítica": campesinos, agricultores y constructores de megalitos
En palabras del eminente arqueólogo Vere Gordon Childe, la “revolución neolítica” implicó el surgimiento y expansión de nuevas prácticas económicas fundamentadas en la agricultura y ganadería. Estas nuevas estrategias surgen de manera independiente en varios puntos de la geografía mundial, siendo el foco surgido en Próximo Oriente hacia el 8.000 antes de Cristo, el que impactó en toda Europa con la llegada de nuevos pobladores, hasta el punto de que, en torno al 5.000 antes de Cristo, prácticamente toda la península ibérica estaba neolitizada.
En líneas generales, supuso que las comunidades humanas se asentaran de forma más o menos permanente. Implicó el abandono de las formas de vida protagonizadas por los últimos cazadores-recolectores finiglaciares, en constante movimiento tras el rastro de las especies animales que formaban parte de su dieta. Los nuevos colonos implementaron el desarrollo de una economía basada en una incipiente agricultura y ganadería. La combinación de ambas actividades y la obtención de excedentes permitió la sedentarización de la población. Existe un consenso al admitir que fue en el VI milenio antes de Cristo cuando aparecen los primeros poblados estables en la península ibérica. Estos primitivos aldeanos practicaron un modo de vida apegado al terreno y a sus ciclos reproductivos, que necesariamente conllevó la posesión de una serie de conocimientos vinculados a la época de siembra, recogida de cosechas y al control y cuidado de la cabaña ganadera para su consumo.
En territorio segoviano, será a partir de mediados del V milenio antes de Cristo cuando se constaten los primeros asentamientos neolíticos en cuevas y abrigos. De entre todos estos yacimientos es la cueva de La Vaquera la que aporta datos de gran relevancia respecto a la nueva economía productora y generadora de excedentes. En los niveles de ocupación más antiguos ya se detecta la presencia de granos de cereales, como la cebada, varios tipos de trigos desnudos y trigos vestidos, además de leguminosas y bellotas. Respecto a la cabaña ganadera documentada en La Vaquera, se aprecia una explotación, sobre todo, de ovejas y/o cabras, seguida del cerdo y la vaca en las últimas fases de ocupación.
Este cambio del modelo de subsistencia y de permanencia en el territorio conllevó bastantes novedades, destacando , entre ellas, la aparición de la primera arquitectura megalítica a finales del Neolítico con la construcción de los dólmenes. De entre toda la tipología conocida, destaca el modelo meseteño compuesto por una cámara funeraria erigida con grandes ortostatos que dibujan una planta poligonal, a la que se accede a través de un largo pasillo o corredor. Este primer armazón lo recubre, posteriormente, un túmulo circular construido con una coraza de bloques de menor tamaño entremezclados con tierra.

## El fenómeno megalítico en la provincia de Segovia
A diferencia de otros espacios de la cuenca del Duero, la provincia de Segovia ha permanecido hasta hace muy pocos años al margen de la investigación del fenómeno megalítico. El panorama comenzó a cambiar a partir de la segunda mitad de la década de los años 80, cuando Tomás Calleja dio noticia del descubrimiento en el término municipal de La Cuesta de dos estructuras de tipo tumular, con acusadas depresiones centrales. Ambas se localizaban en el pago de El Castrejón.
Casi al tiempo tuvo lugar la catalogación del dolmen de corredor de Castroserracín, en este caso con la certeza de haberse identificado, además de una gran estructura tumular de planta oval, los restos de la fábrica megalítica que permanecían semiocultos en su interior. 
El dolmen de Santa Inés se  identificará como tal en 2010 (Delibes, 2010: 15), ocupa el centro de un eje que encadena visualmente varios enclaves arqueológicos importantes: el Cerro de San Isidro en Domingo García (con manifestaciones rupestres paleolíticas y postpaleolíticas), el Cerro del Castillo (fundación tardoantigua con reocupaciones islámicas y plenomedievales cristianas), el Cerro del Tormejón (en el que afloran superficialmente restos calcolíticos, Cogotas I, vacceos, romanos y visigodos) y la villa romana de Santa Inés, a escasos 200 metros del túmulo. Se trata, por tanto, de una zona arqueológica sensible y atractiva para las comunidades humanas de toda época.

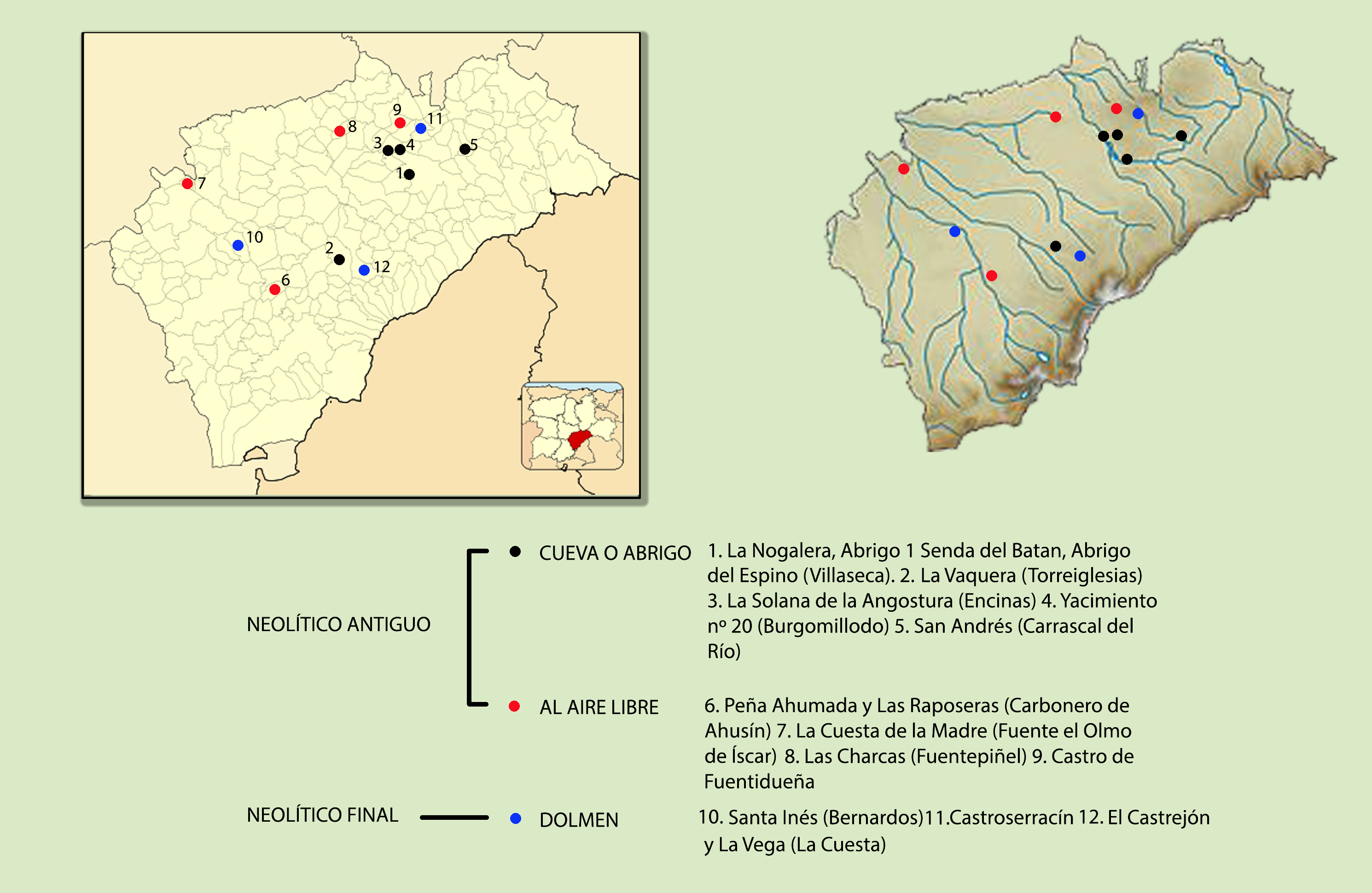
Principales yacimientos neolíticos en la provincia de Segovia

Esta tumba megalítica construida hace hace más de 6.000 años recibe su nombre de la ermita románica localizada en sus inmediaciones y que era, hasta el momento, la única edificación de piedra en pie en este sector terracampiño del municipio.  El  equipo de investigadores del Proyecto Eresma Arqueológico apunta que el dolmen de Santa Inés supone “la primera manifestación arquitectónica en tierras segovianas por parte de grupos humanos aferrados al terruño en todos los sentidos, ya que, además de ser pioneros en la domesticación de plantas y animales, comienzan a erigir este tipo de monumentos funerarios fruto de una nueva forma de entender el tránsito a la otra vida”.

## Estructura
Santa Inés traza la planta de un sepulcro de corredor, es decir, un estrecho pasaje de grandes piedras verticales denominadas ortostatos (en este caso 7) cumpliendo con la tradición atlántica de dolmen de galería cubierta.
El pasillo de acceso, que mide 16 metros, se orienta al estesureste y guía hacia una cámara funeraria octogonal con un diámetro de 3 metros. El túmulo de piedra que monumentaliza la tumba tiene un diámetro de 30 metros y, a modo de fortificación, la cámara se encuentra enmarcada por una corona pétrea, rasgo común en los dólmenes de la región central de la península.
Se ha comprobado que la abertura del pasillo se dispone de tal forma que se alinea perfectamente con el sol naciente durante el solsticio de invierno. El propósito era permitir que los primeros rayos solares de finales de otoño y principios de invierno penetraran a través del corredor para la realización de rituales vinculados con el fin del año.